# Daucus carota subsp. halophilus
Daucus carota subsp. halophilus é uma subespécie de planta com flor pertencente à família Apiaceae. 
A autoridade científica da subespécie é (Brot.) A.Pujadas, tendo sido publicada em Anales del Jardín Botánico de Madrid 59: 374. 2001 (2002).

## Portugal
Trata-se de uma subespécie presente no território português, nomeadamente em Portugal Continental.
Em termos de naturalidade é endémica da região atrás referida.

## Protecção
Não se encontra protegida por legislação portuguesa ou da Comunidade Europeia.